# Lungotevere Flaminio
Il lungotevere Flaminio è il tratto di lungotevere che collega piazzale delle Belle Arti al ponte Duca d'Aosta, a Roma, nel quartiere Flaminio, all'interno del Municipio Roma II.

## Caratteristiche
Si tratta di un ampio viale caratterizzato dalla presenza di alcune palazzine d'epoca e di centri sportivi siti lungo il fiume Tevere, come ad esempio quello della fondazione Cavalieri di Colombo, progettato da Bruno Ernesto Lapadula nel 1934.
Tra le varie palazzine presenti sul lungotevere, una delle più prestigiose dell'intera città è la palazzina Furmanik, costruita tra il 1941 e il 1942 su progetto di Mario De Renzi e caratterizzata da una serie di logge a sbalzo lungo tutta la facciata principale.

## Trasporti
|  | È raggiungibile dalla stazione Piazza Euclide. |